# カスカイス
カスカイス（ポルトガル語: Cascais [kɐʃˈkajʃ] ( 音声ファイル)）は、ポルトガルのリスボン県の都市である。市内には、国際的なリゾート地であるエストリルを含む。
また、ユーラシア大陸最西端のロカ岬へのバスがここから発着している。

## 歴史
カスカイスが町として形成しだしたのは、12世紀のころである。町が形成されだした初期のころは、行政面では、隣の町であるシントラに多く依存していた。13世紀になると、漁業や農業が盛んになり、リスボンへ食糧を供給するようになっていった。
14世紀になると人口も増え、行政面では、1364年に、シントラからの独立を達成し、カスカイス及び周辺の村々は、ジョアン・ダス・レグラス卿が統括する地域になった。
中世以来、カスカイスは、漁業、リスボンへの航路の港町であったことから発展した海運業、ワインやオリーヴオイル、穀物、果物を生産する農業が盛んであり、テージョ川に近いという地理的要因もあり、リスボンを守る防衛拠点ともなった。1488年ごろ、ジョアン2世は、海の側に小さな要塞を建設した。この要塞は、最終的には防衛上、何一つ役に立つことはなく、1580年のスペインとポルトガルの同君連合が成立した際も、貢献することはなかった。この城塞は、フィリペ1世の時代に、ルネサンス建築のカスカイス城塞へと拡張された。また、カスカイス周辺の海岸線には、多くの城塞が建築され、多くが現存する。
1755年のリスボン地震において、カスカイスも大きな被害を受けた。1774年、ポンバル侯爵セバスティアン・デ・カルヴァーリョの経済政策により、カスカイス近郊のカルカヴェロスのワイン生産の保護化、王立の羊毛工場が建設され、19世紀初頭まで、残った。半島戦争の期間は、カスカイスも他のポルトガルの都市同様、フランス軍に占領された経験を持つ。
軍事都市の性格を帯びていたカスカイスが国際的なリゾート地へ脱皮するきっかけとなったのがルイス1世による城塞を王族の夏の離宮とする転換であった。1870年から1908年の間、王族は夏の間、カスカイスで滞在することが多かった。また、カスカイスでは、ポルトガルで初めて、電灯が灯ったことでも有名である。リスボンやシントラへの道路が整備されると同時に、カジノ、闘牛場、スポーツクラブが作られ、人口は増え始め、1889年には、鉄道も開通した。この頃建てられた新古典主義建築のカストロ・ギマランイス伯宮殿は、博物館として公開されている。

## 観光
- カスカイス城塞（ポルトガル語版） ： 15世紀末にリスボンの防衛のため海岸線沿いに作られた砦を、16世紀初めにフィリペ1世が拡張したルネサンス様式の城塞。現在はホテルとアートギャラリーとして利用されている。
- カストロ・ギマランイス伯宮殿（ポルトガル語版） ： 19世紀末に建てられた宮殿が、現在は博物館として公開されている。
- 地獄の口 ： 中心市街地から1km南西の海岸線に位置する岩礁。

## 交通
- カスカイス駅 ： リスボン近郊鉄道 カスカイス線の列車が、平日昼間は20分毎に発着する。終点カイス・ド・ソドレ駅までの所要時間は約40分[2]
- バス ： カスカイスとシントラを結ぶ417系統バスが1時間に1本（所要約30分）、途中ロカ岬を経由する403系統も1時間に1本（所要約60分）など[3]

## 姉妹都市
- ビアリッツ、フランス、1986年より
- ヴィトーリア、ブラジル、1986年より
- サンタナ、サントメ・プリンシペ、1986年より
- サル島、カーボベルデ、1993年より
- グアルジャ、ブラジル、2000年より
- シャイシャイ、モザンビーク、2000年より
- ガザ、パレスチナ国、2000年より

## ギャラリ ー
- カスカイスの街並。
- 港の様子。
- 「地獄の口」と呼ばれる洞窟の入口部分。